# Svensk filosofi
Svensk filosofi är en populärvetenskaplig tidskrift grundad 2021. Syftet med tidskriften är att främja svensk forskning och utbildning i filosofi och filosofins roll och närvaro i det svenska samhället.
Flera av Sveriges mest erkända filosofer har skrivit för tidskriften, som exempelvis Åsa Wikforss, Torbjörn Tännsjö och Sven Ove Hansson. Även författare som Lyra Ekström Lindbäck och akademiker som Mårten Schultz och Marie Demker har publicerat artiklar i Svensk filosofi.
Tidskriften ges ut på uppdrag av Stiftelsen Svensk filosofi. Ordförande för stiftelsen är Pär Sundström, chefredaktör och ansvarig utgivare för tidskriften är Jesper Ahlin Marceta.